# 3 avril 1973
Le mardi 3 avril 1973 est le 93e jour de l'année 1973.

## Naissances
- Adam Scott, acteur américain
- Andreas Carlsson, compositeur suédois
- Arnaud Cremet, dessinateur, illustrateur, peintre et sculpteur français
- Azusa Senō, chanteuse-idole japonaise
- Burger Lambrechts, athlète sud-africain
- Cécile Demarquet, athlète française de course d'ultrafond
- Cédric Séguin, escrimeur français
- Christopher Reitz, joueur de hockey allemand
- Dagur Sigurðsson, joueur et entraîneur de handball islandais
- Damien Letulle, consultant sportif français, champion de tir à l'arc
- Igor Simutenkov, footballeur russe
- Jamie Bamber, acteur britannique
- Jeff Irwin, musicien américain et pilote de Speed Racing
- Jim Campbell, joueur de hockey sur glace américain
- Peter Kerekéš, réalisateur slovaque
- Prabhu Deva Sundaram, acteur indien
- Reham Khan, journaliste pakistanaise
- Sabotage (mort le 24 janvier 2003), chanteur et rappeur brésilien
- Sascha Reinelt, joueur de hockey sur glace allemand
- Sheyla Tadao, chanteuse et actrice mexicaine
- Thiébault Koch, joueur professionnel de hockey sur glace français
- Vipul Amrutlal Shah, réalisateur indien

## Décès
- Alfred Gernoux (né le 13 juin 1892), homme de lettres français
- Eugène Chauliat (né le 23 juin 1883), architecte en chef des Monuments historiques (1920-1953) (1883/06/23 – 1973)
- Jacopo Comin (né le 5 avril 1901), cinéaste italien
- Jimmy Chappell (né le 25 mars 1915), joueur britannique de hockey sur glace
- José Antonio Etxebarrieta (né le 3 avril 1940), avocat espagnol d'origine basque, et dirigeant d'ETA
- Marcel Krügel (né le 31 janvier 1893), entrepreneur suisse
- Marcel Meyer de Stadelhofen (né le 15 mars 1878), juriste, homme politique et sportif suisse

## Événements
- Martin Cooper passe le premier appel depuis un téléphone cellulaire portatif
- Pierre Messmer, Premier ministre, se succède à lui-même
- Création du Conseil du film coréen
- Gand-Wevelgem 1973